# Engelbert Dollfuß
Engelbert Dollfuß (Texing [jelenleg Texingtal], Osztrák–Magyar Monarchia, 1892. október 4. – Bécs, 1934. július 25.) osztrák politikus, 1933–1934-ben hazája ausztrofasiszta diktátora volt. Az erdészeti és földművelésügyi miniszteri posztot töltötte be, mielőtt 1932-ben a válságban lévő konzervatív kormány kancellárja lett. 1933-ban feloszlatta a parlamentet, betiltotta az osztrák náci pártot és diktatórikus hatalomra tett szert. 1934 februárjában az osztrák polgárháborúban legyőzte a szocialistákat és megszilárdította az ausztrofasizmus rendszerét a tekintélyelvű május elsejei alkotmánnyal. Az osztrák nácik 1934. július 25-i sikertelen puccskísérlete során lelőtték. Gyilkosát, Otto Planettát később felakasztották. Utódja Kurt Schuschnigg kultuszminiszter lett, aki egészen az Anschlussig vezette az országot.

## Élete

### Fiatalkora
Az ausztriai Texingben született házasságon kívül egy paraszti származású családba. Anyja Josepha Dollfuß, apja Joseph Weninger volt. Anyja születése után pár hónappal összeházasodott Leopold Schmutz földbirtokossal, de ő nem vette Engelbertet a nevére. Római katolikus neveltetést kapott, jogot tanult a Bécsi Egyetemen és közgazdaságtant a Berlini Egyetemen. Itt találkozott Alwine Glienkével (1897–1973), akivel 1921-ben összeházasodtak. A házasságból három gyerek született: egy fiú és két lány, akik közül egy még gyerekkorban meghalt.
Harcolt az első világháborúban, alacsony termete miatt (153 centiméter magas volt) azonban nehéz volt bekerülnie a hadseregbe. Az olasz fronton harcolt, majd a háború vége után a Földművelésügyi Minisztériumnak dolgozott a Földműves Egyesület titkáraként. 1927-től az alsó-ausztriai agrárkamara elnöke lett, 1930-ban belépett a Keresztényszociális Pártba és kinevezték az ÖBB vezérigazgatójának. Egy évvel később erdészeti és földművelésügyi miniszter lett. 1932 májusában, Karl Buresch kormányának lemondása után Wilhelm Miklas elnök őt kérte fel a kancellári tisztség betöltésére. Dollfuß az azonnali válaszadás helyett az éjszakát a templomban töltötte imádkozással, majd reggel egy fürdő és egy spártai reggeli után fogadta el. Beiktatásával egy keresztényszociális-parasztpárti-ultarnacionalista koalíciós kormány alakult, amiben pártján kívül a Landbund és a Heimwehr politikai szervezete, a Heimatblock vett részt. A kormánypártok azonban még így is csak egyetlen szavazatnyi többséggel rendelkeztek.

### Kancellárként

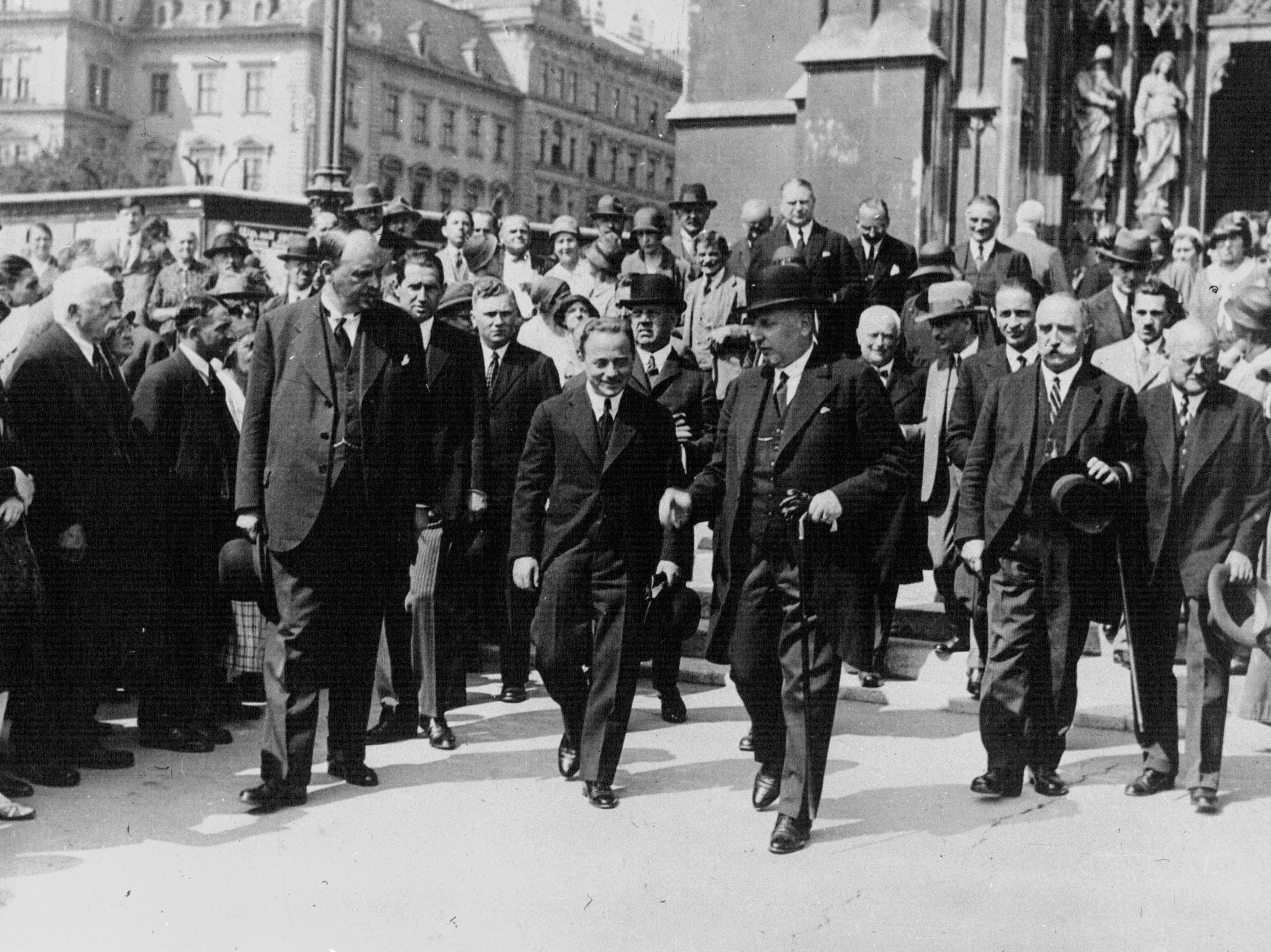
Dollfuß (középen, kalap nélkül) és Miklas elnök (tőle jobbra) 1932-ben. Alacsony termete miatt a „Millimetternich” gúnynéven emlegették

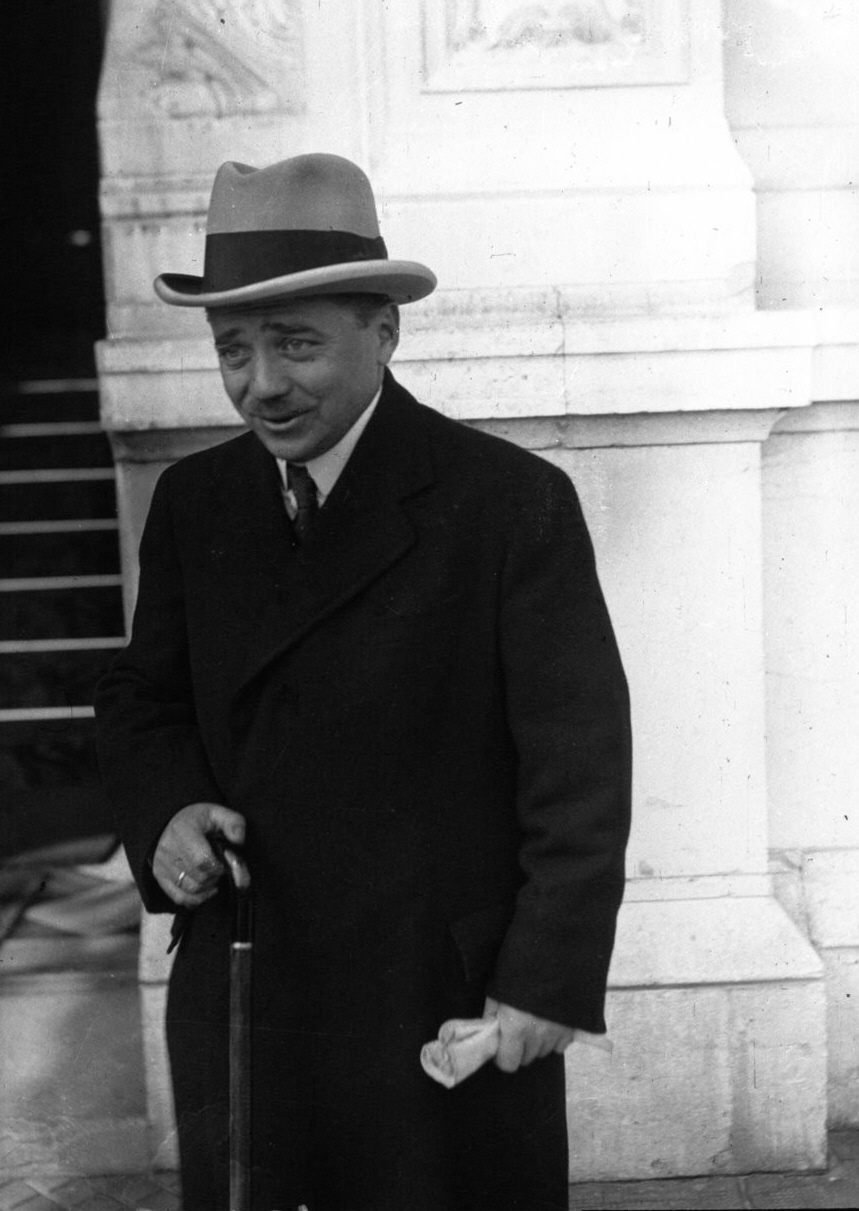
1933-ban Genfben

1933 márciusában, miután lemondott a parlament elnöke és két alelnöke, működésképtelennek nyilvánította és rendőri erővel akadályozta meg a képviselők bejutását. Ezt követően diktátorként, teljhatalommal felruházva kormányzott. 1934 februárjában a rendőrök szociáldemokratákat tartóztattak le és jogtalan házkutatásokat tartottak, fegyvereket keresve. A szocialisták válaszul országos ellenállásra hívtak fel, ami február 12–27. között tartó polgárháborút eredményezett. A kormány bevetette a hadsereget és a hozzá hű félkatonai egységeket, így végül sikerült győzelmet aratnia. A szociáldemokrata pártot minden más politikai párttal együtt betiltották és Dollfuß új oktrojált alkotmányt fogadott el. A május elsejei alkotmány alapján a Hazafias Front lett az egyetlen legális politikai szervezet, és bár az elnököt 5000 települési polgármester választotta, őket a kormány nevezte ki pozíciójukba.
Dollfuss, Adolf Hitler kancellári kinevezése után egyre inkább tartott az osztrák nemzetiszocialistáktól (DNSAP). Az ország függetlenségét Olaszország ducéja, Benito Mussolini garantálta ekkor, akinek ösztönzésére leszámolt a szocialistákkal és a demokráciával. Az osztrák nácik azonban abban reménykedtek, hogy a volt szocialista híveket magukhoz csábíthatják, a Harmadik Birodalom pedig pénzt és felszerelést küldött nekik. Hitler ugyan személyesen megígérte Mussolininek, hogy ártalmatlanná teszi az osztrák nácikat, gyakorlatilag nem tett semmit az ügyben. Dollfuß egyre keményebben lépett fel ellenük, családját pedig biztonsági okokból az olaszországi Riccionéba küldte. Az osztrák nemzetiszocialisták vezetői (Otto Wächter, Rudolf Weydenhammer, Fridolin Glass és Anton Rintelen római osztrák nagykövet) az SS részét képező 89. ezreddel puccsot szerveztek az eltávolítására.

### Halála
A júliusi puccsként nevezett eseményre július 25-én került sor: a 89. ezred osztrák egyenruhába öltözött tagjai (köztük Paul Hudl, Franz Holzweber, Otto Planetta) fegyveresen elfoglalták a bécsi Kancellária épületét, mintegy százötven embert ejtve túszul. Egy tízfős különítmény Dollfuß irodájába sietett, ahonnan a kancellár éppen egy titkos útvonalon keresztül kívánt távozni. Planetta közelről kétszer rálőtt, és Dollfuß megsebesült. Eközben a rádióban bemondták a lemondását és Rintelen kancellári kinevezését, de az általános felkelésre való jeladásra nem jutott idejük. Dollfuß sebei későbbi orvosszakértői megállapítás szerint nem voltak halálosak, azonban mivel nem kaphatott orvosi segítséget, elvérzett.
Mussolini az osztrák válság hatására csapatokat vont össze a határ mentén, ami tétlenségre kényszerítette Hitlert, amíg Dollfuß utódja a kancellári székben, Kurt Schuschnigg addigi kultuszminiszter helyreállította a rendet. Gyilkosát, Planettát és a különítményt vezető Holzwebert kötél általi halálra ítélték. Elfogták Rintelent is, akit az összeesküvők az új kancellárnak szántak; az ő életét félresikerült öngyilkossági kísérlete megmentette. A puccsistákat támogató német nagykövetet, Riethet napokon belül leváltották, helyére Franz von Papen került, Hitler pedig elhatárolta magát a puccskísérlettől. Miklas elnök 26-án a fővárosba érkezett, akárcsak Dollfuß özvegye, és együtt vettek részt a temetésén.